# Peternów
Peternów (biał. Петрунова; ros. Петруново) – wieś na Białorusi, w obwodzie witebskim, w rejonie głębockim, w sielsowiecie Udział.

## Historia
W czasach zaborów folwark w gminie Głębokie, w powiecie dzisieńskim, w guberni wileńskiej Imperium Rosyjskiego.
W latach 1921–1945 folwark i kolonia leżały w Polsce, w województwie wileńskim, w powiecie dziśnieńskim, w gminie Głębokie.
Według Powszechnego Spisu Ludności z 1921 roku folwark zamieszkiwały 23 osoby, 11 było wyznania rzymskokatolickiego, 12 prawosławnego. Jednocześnie 11 mieszkańców zadeklarowało polską przynależność narodową, 12 białoruską. Były tu 3 budynki mieszkalne.
W 1931 wyszczególniono folwark i kolonię Petrynów. Folwark w 2 domach zamieszkiwało 29 osób a kolonia liczyła 4 mieszkańców i 1 dom.
Wierni należeli do parafii rzymskokatolickiej i prawosławnej w Głębokiem. Miejscowość podlegała pod Sąd Grodzki w Głębokiem i Okręgowy w Wilnie; właściwy urząd pocztowy mieścił się w Głębokiem.
W wyniku napaści ZSRR na Polskę we wrześniu 1939 miejscowość znalazła się pod okupacją sowiecką. 2 listopada została włączona do Białoruskiej SRR. Od czerwca 1941 roku pod okupacją niemiecką. W 1944 miejscowość została ponownie zajęta przez wojska sowieckie i włączona do Białoruskiej SRR.
Od 1991 w składzie niepodległej Białorusi.